# Charaxes lambertoni
Charaxes lambertoni är en fjärilsart som beskrevs av Percy I. Lathy 1926. Charaxes lambertoni ingår i släktet Charaxes och familjen praktfjärilar. Inga underarter finns listade i Catalogue of Life.